# Lucrezia Quistelli

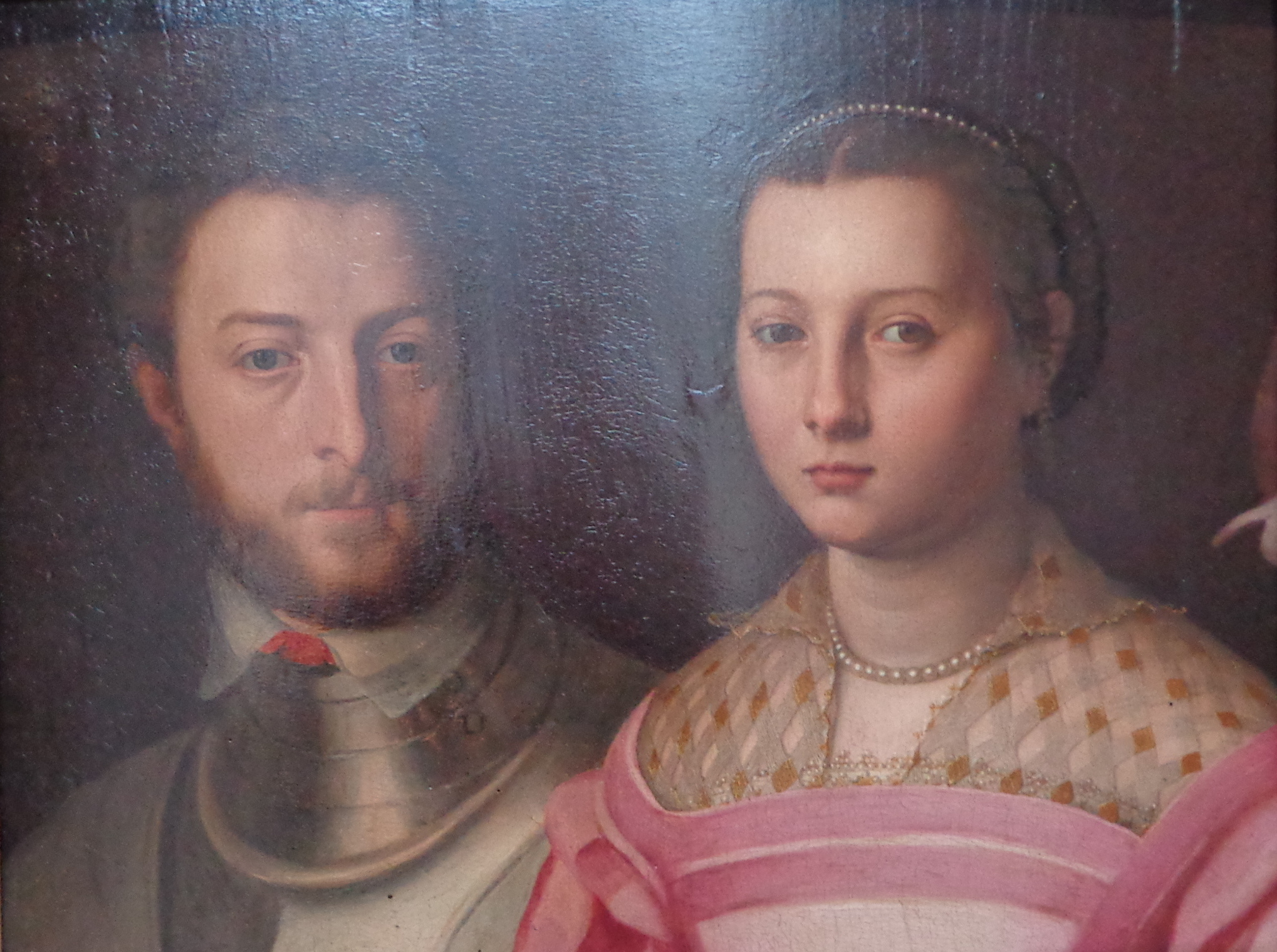
Mogelijk huwelijksportret van Quistelli en Pietra (atelier van Alessandro Allori, ca. 1557)

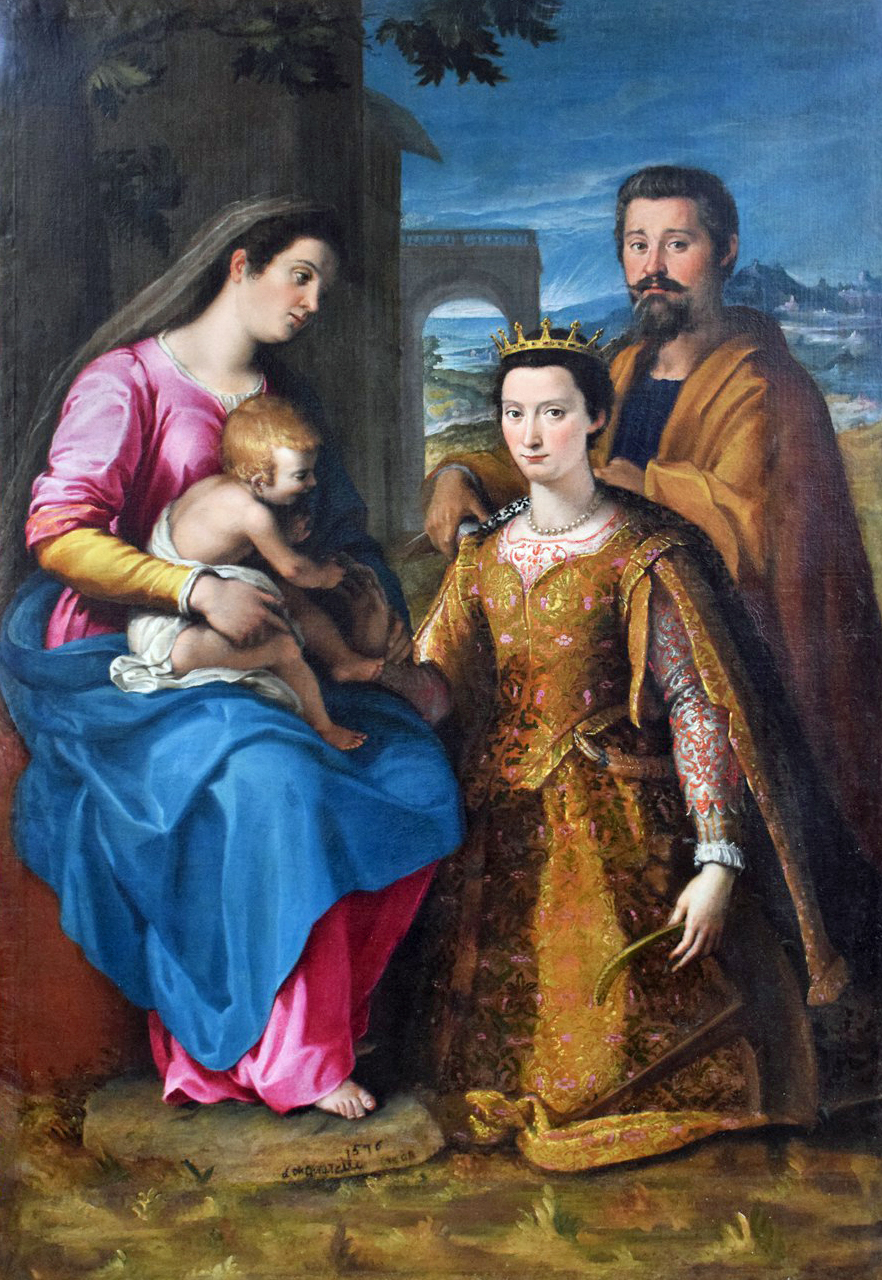
Mystiek huwelijk van Sint-Catharina, waarop in 2015 de signatuur van Quistelli werd ontdekt

Lucrezia Quistelli, ook Lucrezia Quistelli della Mirandola genoemd (Florence, 11 januari 1541 – aldaar, 1594) was een Italiaanse schilder en edelvrouw uit de renaissance. Haar oeuvre wordt nog gereconstrueerd en bestaat anno 2024 uit een aantal onzekere toeschrijvingen.

## Leven
Haar ouders Alfonso Quistelli en Giulia Santi waren Lombardijnen die in het spoor van de Medici naar Toscane waren gekomen. Vader Quistelli werd rechter voor de podestà van Florence. Lucrezia kreeg een humanistische opvoeding en werd opgeleid in de schilderkunst door Alessandro Allori. Ze trouwde in 1557 met de twintig jaar oudere Lombardische graaf Clemente Pietra, met wie ze acht kinderen had. Na zijn gewelddadige dood in 1574 voedde ze hen verder op.
Giorgio Vasari wijdde één lovende zin aan "Madonna Lucrezia" in zijn Vite (herziene uitgave van 1568, onder de biografie van Properzia de' Rossi). Hij vermeldde dat ze door Allori was opgeleid in het tekenen en schilderen en dat ze veel schilderijen en portretten maakte. Als adellijke dame deed ze dit niet voor een inkomen, waardoor er ook geen verkoopsakten en dergelijke zijn om haar oeuvre te reconstrueren. Die opgave wordt verder bemoeilijkt doordat ze wellicht niet of nauwelijks signeerde. In 2015 brachten restaurateurs van een altaarstuk uit de kerk van Silvano Pietra toch een signatuur aan het licht die ze interpreteerden als 1576 L. de Quistelli.

## Voetnoten
1. ↑  Barker 2016, p. 56-57
2. ↑  Barker 2016, p. 56
3. ↑  Barker 2016, p. 64

- Library of Congress Control Number: no2017085116
- Nationale Bibliotheek van Israël: 987007386954105171
- Virtual International Authority File: 1024149919425806650006
- WorldCat: E39PBJv4hMhgKq46dFfygtgR8C